# سیپوتات
سیپوتات (اندونزیایی: Ciputat) شهری در استان بانتن کشور اندونزی است. جمعیت این شهر بر اساس سرشماری سال ۱۹۹۰ میلادی، ۲۷۰٫۸۱۵ نفر و بر اساس سرشماری سال ۲۰۰۰ میلادی، ۱۹۴٫۸۳۴ بوده که در سال ۲۰۰۷ میلادی به ۲۱۳٫۱۰۲ نفر افزایش یافته‌است.